# Super Furry Animals
Super Furry Animals su Velški rok bend, sa sklonosti ka psihodeličnim rock i elektronskom eksperimentisanju. Od osnivanja u Kardifu, u Velsu 1993, bend je bio u sastavu: Gruff Rhys (vokal, gitara), Huw Bunford (solo gitara, vokal), Guto Pryce (bas gitara), Cian Ciaran (klavijature, sintisajzeri, razne elektronike, povremeno gitara, vokal) i Dafydd Leuan (bubnjevi, vokal).

## Istorija

### 1990-1993: Formiranje benda
Bend je formiran u Kardifu nakon što su članovi bili u raznim drugim Velškim bendovima tehno iz ove muzičke oblasti. Rhys, Leuan i Pryce su zajedno od ranih 1990-tih i imali su turneje po severnoj obali Francuske kao tehno grupa. Posle Bunford i Ciaran (Leuan mlađi brat) se kasnije pridružio, onda su počeli da rade na pisanju pesama, 1995 potpisali su ugovor za Ankst, indi. Bend se smatra delom renesansne Velške muzike (umetnosti i književnosti), 1990: drugi Velški bendovi tog vremena koji su bili popularni su Manic Street Preachers, Catatonia, Gorky's Zygotic Mynci.
Ime benda potiče od majica koju je izštampala sestra Catrin Grifits. Ona je pravila Super Furry Animals majice za modni i muzički kolektiv Acid Casuals (natpisi koji su se pojavili tokom karijeri SFA - na primer, u pesmi "The Placid Casual", kao njihova oznaka Placid Povremeni) sfa - Timeline. Bend se takođe ugledao na Blur, Elvis Costello, Collective Soul i Wynton Marsalis, oni su imali veliki uticaj na njihov rad.

### 1994-1995: Raniji snimci
Najraniji SFA koji je bio komercijalno dostupan je "Dim Brys: Dim Chwys", snimljen je 1994 za Radio Cymru: ambijentalni komad, pesme pokazuje tehno korene benda. Međutim, bio je objavljen (na "Triskedekaphilia" kompilacionom albumu u avgustu 1995), bend je već stavio svoj debi EP album sa Ankst etiketom. Llanfairpwllgwyngyllgogerychwyrndrobwllllantysiliogogogoch (u Svemiru) EP se pojavio u junu 1995 na opšte kritike i objavljen je u Ginisovoj knjizi rekorda kao najduži naslov ikada za EP. Moog Droog EP sledi u oktobru 1995, dobio je ime po Robert Moog sintisajzer proizvođaču i Nadsat termin za "prijatelja" u A Clockwork Orange). EP naslova je igra reči na velškom Mwg Drwg, što znači "wacky baccy " (sleng za marihuanu, doslovno "loše (ili nevaljao) dim"). Tekstovi za sve pesme na oba EP su Velške, osim za "God! Show Me Magic" od "Moog Droog".
Nakon nastupa u Londonu, krajem 1995, bili su primećeni od strane vlasnika Creation Records Alan McGee u Camed Monarch klubu (njihova tek druga svirka izvan Velsa), Alan McGee je potpisao sa njima ugovor.Cretion Redords je takođe bio matična kuća Primal Scream, My Bloody Valentine and Teenage Fanclub, i imali su veliki komercijalni uspeh sa grupom Oasis. Bendu su rekli da imaju veliku gledanost njihovih nastupa, McGee im je predložio da pevaju na engleskom umesto na velškom na budućim nastupima. U stvari, oni su već pevali na engleskom jeziku ali McGee nije to primetio zbog njihovog jakog velškog akcenta.

### 1996-1998:Fuzzy LogictoOut Spaced
U februaru 1996, bend je debitovao sa muzičkom kućom Creation, "Hometown Unicorn" je postao New Musical Express singl nedelje, po izboru gledalaca Pulp-a, a prvi singl SFA koji je dospeo na UK Top 50, našao se na 47. mestu.Ponovim snimanjem pesme "God! Show Me Magic!", dospeli su do 33. mesta, pesma je puštena u aprilu 1996 i postala je NME singl nedelje. U maju, su objavili svoj debi album Fuzzy Logic, ponovo sa raznim kritikama. Prodaja je bila spora, iako se album popeo na 23. mesto na top listama, ali je ipak posle toga dobio malo više interesovanja kada je izašao sledeći singl "Something 4 the Weekend" (prerađen, u više verzija na albumu) emitovanjem na radiju dostigao je 18. mesto u julu 1996. Singl sa albuma, "If You Don't Want Me to Destroy You" je imao kao podršku numeru pod nazivom "The Man Don't Give a Fuck". Međutim, bilo je problema u kliringu uzorka od "Showbiz Kids" od Steely Dan koja formira osnovu hora, to je bilo za drugačiju numeru. Singl je bio na 18. mestu. Međutim, SFA pesmu "The Man Don't Give a Fuck" smatraju kao jednu od svojih najboljih pesama do sada i bore se za jasno uzorak pesme. Kad su to uspeli, nisu imali novo izdanje kome bi priključili ovu pesmu- tako da je pesma izašla kao singl u ograničenom izdanju sa svojim pravima, u decembru 1996. Ovo je rezultovalo da SFA uspostavesvoj legendarni status kao kultni heroji, pošto pesma sadrži reč "jebote" preko 50 puta nije bilaskoro nikad puštana. pesma je zauzela 22. mesto ne top listama I taj broj je postao SFA standardni broj zatvaranja, kada sviraju uživo.
Početkom 1997, Super Furrz Animals je krenula na NME Brats Tour i završio rad nanastavku Fuzzy Logic. Kome su prethodila dva singla za novi album, "Hermann ♥ 'Pauline " u maju i "The International Language of Screaming" u julu, dolaze na 26. i 24. mesto. Ova izdanja su bila prva koja pokrivaju funkciju umetnosti od Pete Fauler, koji je na rukavima stavio dizajn svih svojih izdanja do 2007. Hej Venus. Album, Radiator se pojavio na prodajnim mestima u avgustu. Kritike su ako ništa drugo bile bolje od onih za Fuzzy Logic, brzo je prodat i više od svog prethodnika, dostigao je vrhunac 8. mesto. Creation nije napravio dobar potez puštajući ga samo četiri dana nakon dugo očekivanih novih napora od Oasis, Be Here Now. Dva singla, "Play It Cool" (objavljen septembra 1997) i "Demons" (novembar 1997) su dospeli na 27. mesto liste, sugerišući da SFA pogađa komercijalni plafon, koji se bore da se probiju. Međutim, oni su sebe postavili kao favorit muzičke štampe, za razliku od većine njihovih Britpop vršnjaka .
Nakon razmišljanja o svojoj muzici i njihovom pravacu u kome će ići dalje, SFA je odlučila da novi EP snimi početkom 1998. u kući Gorwel Owen i objavljen je u maju. Ovo je Ice Hockey Hair EP (sleng izraz za Cipal), održao se kao jedan od njihovih najboljih momenata. Sa četiri pesme EP Super Furry Animals je predstavio nepogrešive tekstove uporedo sa svežim ritmovima i petlje semplova iz Black Uhuru. Naslov numere je vrlo melodičan i epski, a "Smokin '" je postao još jedna omiljeni album za fanove. Pesma "I just want to smoke it" dobija odmah odobrenje. U intervjuu Melody Maker, SFA je rekao: "Smokin '" je pušenje bakalar ili gume vozača kamiona, kada "prže putevima". On je postao njihov najuspešniji singl, dolazi na 12. mesto u top listama i ima nezaboravan uspeh na "Top of the Pops".
U novembru 1998. Objavljen je albuma Out Spaced. Ovo je zbirka pesama iz 1995. Ankst izdanje (uključujući i " Dim Brys: Dim Chwys "), favorit benda, " The Man Don't Give a Fuck " i "Smokin '". Limitirana serija se pojavila, mnogi su je videli kao prikupljanje početne faze SFA u sklopu priprema za još ambiciozniji rad.

### 1999-2000: Guerrilla i Mwng
Pokazalo se da je 1999. veliko godina za SFA. NME čitaoci su ih nazvali "najbolji novi bend" u januaru (uprkos činjenici da je prošlo tri godine od kad su izdali svoj debi album). U maju je izdat singl "Northern Lites" i našao se na 11. mestu na listama. Gusta proizvodnje, sa čeličnim bubnjevima i ritmom dok Gruff peva odaje poštovanje kroz stihove o El Niño-Southern Oscillation vremenskoj pojavi, to je bila probna pesma za novi album, Guerrilla. Snimljeno u Real World Studios, album je zadržao SFA pop melodije, ali je manje gitara bila zastupljena bio je to njihov najveći eksperimentalni rad do sada. Udaraljke i Gruff medodično pevanje proizveli su album koji je su nam dale drugačiji pristup 1960. - grupama kao što su The Beatles, Beach Boys i Velvet Underground koji su preneti u kasne 1990. Albuma svinguje od garažnog roka i brojeva (" Night Vision ", " The Teacher ") na tehno ("Wherever I Lay My Phone (That's My Home)"), ambijent indietronica ("Some Things Come From Nothing") i optimistični drum and bass ("The Door To This House Remains Open"). Za omot, Pete Fowler stvara trodimenzionalne modele, umesto slika koje je radio za Radiator albuma i singlove.
Nakon svira na nekoliko letnjih festivala, SFA objavljuje "Fire in My Heart ", najmekši album od Guerrilla, u avgustu i zauzeo je 25. mesto. Posle odlaze na američke i britanske turneje. SFA završila svoju turneju u Velikoj Britaniji u Kardifu, u Međunarodnoj Areni u Kardifu, gde je prikazan prvi koncert u surround zvuku i emitovan je preko World Wide Web.
U januaru 2000. dešava se niz promena za Super Furry Animals. Poslednji singl iz albuma Guerrila, " Do or Die", pušten je i došao je na 20 mesto. Takođe je bio poslednji singl koji je SFA objavio za Creation Records, kao osnivač Alan McGee krenuo je da trži druge interese. To je i bio cilj SFA, da objave svoj sledeći album sa sopstvenom oznakom, Placid Casual, to predstavlja namerno iskorak u stranu od njihovih nedavnih rada: akustični album na velškom jeziku, naziv albuma Mwng. Limited Edition (od 3000) 7 inča zapis, "Ysbeidiau Heulog" (što znači "Sunčani Intervali") prethodili Mwng u maju 2000. Došao je sa pesmom "Charge", hard rok jam album kao Peel Session za BBC. Album, izdat istog meseca, izuzetno dobre prodaje za ne-engleski album – zauzeo je 11. mesto na listama – razlikuje se od drugih retki pop-zapis, pohvaljen je u Parlamentu za svoje napore u očuvanju velškog jezika. 
Godine 2000. je takođe imala dve izdate numere, Free Now i Peter Blake 2000, za the Liverpool Sound Collage project, koji je nominovan za Gremi. Oni su preuzeli neobjavljene snimke Beatlesa na poziv Paul McCartney, koga su upoznali na NME Awards, gde su osvojili nagradu za najbolji nastup uživo.

### 2001-2003: Rings Around the World i Phantom Power
SFA je potrazi da pronaći nove izdavače za sledeći album. Sony je dugo državao značajan udeo u Creation i nudio mnogim eks-Creation umetnicima ugovore, uključujući Super Furry Animals, koji je sarađivao sa Sony, Epic. Grupa je potpisala ugovor koji im je omogućio da se novi album objavi na drugom mestu ako izdavač nije zainteresovan- na taj način su sebi omogućili da pronađu dom za sve ezoterične projekta koje možda budu želeli da naprave u budućnosti.
Većina sredstava im je pružena od strane Epic na njihovom prviom albumu za izdavača, Rings Around the World, ovaj album u sebi ima eksperimentalni stil Guerrille ali sa više sonične ekspanzije. To je citirano od strane mnogih kritičara i fanova podjednako kao njihov najviše uređivani i dostupni rad. Prvi singl je bio dobar pokazatelj onoga što je dolazi: " Juxtapozed with U ", izdat u julu 2001, koji je došao do 14. mesta na top listama.Album je u istom mesecu napravio njihovu najveća i prodaju, do danas i dostigao 3. mesto na top listama prodaje albuma. Jedna od pesama sa albuma, " Receptacle For the Respectable " ističući Paul McCartney na " carrot and celery rhythm track " (omaž na njegov nastup The Beach Boys "Vegetables"). SFA je oslobodila svoju eksperimentalnu stranu na pesmama kao što su " Sidewalk Serfer Girl (koja je između tehno-popa i hardkor panka), "[A] Touch Sensitive" (trip-hop) i " No Sympathy "(koji se spušta u haotični drum'n'bass), ali očigledno je da besni stihovi : "Run! Christian, Run!" predstavljaju izraz napada na zadovoljstvo organizovanim religijama.
Rings Around the World je takođe izvanredan po tome što je prvi svetski simultano objavljeni audio i DVD album. Koji je bio nominovan za Mercury Music Prize za 2001. godinu. Ceremonija se odvijala na dan nakon terorističkih napada na Svetski trgovinski centar i Pentagon, Super Furry Animals nastup sa pesmom "It's Not the End of the World?" je bio pomalo gorak. Ona je objavljena kao singl u sjanuaru 2002. (našla se na 30.), sledeće: "(Drawing) Rings Around the World" (našla se na 28.): nijedna nije imala veliki uticaja, ali se još uvek mogu čuti na BBC Radio 2.
Sledeći album, Phantom Power, manje se oslanja na zvuk eksperimentisanja i odlučuju se za back-to-basics snimanje u kontrastu s orkestralnom Rings Around the World. Koji je takođe izdan i kao CD i DVD album u julu 2003, prethođen singlom " Golden Retriever ", u junu (na mestu 13). Kritike za album su bile uglavnom dobre i prodaja je išla dobro u početku, osvajajući 4. mesto, album je pomerio standarse SFA i bend je malo izašao iz mode, malo su bili zastupljeni u muzičkim medijuma. Drugi singl, "Hello Sunshine", stigao je na 31. mesto u oktobru 2003. i na kraju je najzad primećen I stavljen na soundtrak za O.C.

### 2004-2005: Phantom Phorce do Love Kraft
Priznanjem da je njihov pristup Phantom Power bio malo previše jednostavan, grupa SFA 2004. objavljuje remix verziju, Phantom Phorce, sa preradama koje vole Killa Kela, Four Tet i Brave Captain. Oni su uz to skinuti singl "Slow Life", koji je uključivao i pesmu "Motherfokker", saradnja s Goldie Lookin Chain, obe pesme su sada dostupna kao besplatni download putem web stranica Placid Casual.  U oktobru 2004. sastav je izdao best of album, Songbook: The Singles, Vol. No. 1, uz- live verziju "The Man Don't Give Fuck" (16. mesto na top listama).
Početkom 2005, Gruff Rhys objavio solo album Yr Atal Genhedlaeth, (" The Stuttering Generation", a takođe igra reči kao što je "Atal Genhedlu" znači kontracepcija), pesme su sve na velškom. Gruff je svirao većinu instrumenata, uglavnom koristeći gitare, bubnjeve i svoj glas. Bend je takođe odabran pesme za volume pod uticajem serije kompilacija, u kojem su umetnici predstavili pesme koje su osećali da su najviše doprinele njihovom zvuku.
Takođe 2005. objavljeno je da je bend je odbio $ 1,8m reklamni ugovor za Coca-Colu, nakon posete Coca-Cola plantaže u Kolumbiji za humanuitarnu akciju War on Want, gdje su čuli upravni menadžment ubija članove sindikata. Kompanija je tražila da koristi "Hello Sunshine", kao deo njihove kampanje. U izjavi za britanski magazin Q, Coca-Cola je porekla optužbe, navodeći da su ubijeni članovi sindikata bili "uzorni članovi poslovne zajednice", u Kolumbiji.
U avgustu 2005, Super Furry Animals izdaju svoj sedmi studiski album, Love Kraft, sniman u Španiji. Ovo predstavlja pomak od njihovih prethodnih metoda rada: iako je svih pet članova uvek je doprinosilo razvoju svih pesama, Gruff je bio glavni tekstopisac. Na Love Kraft to više nije bio slučaj, kao Gruff, Bunf, Daf i Cian doprineli su pesama i vokalima. Bio je samo jedan singl s albuma, "Lazer Beam", koji je izašao 15. avgusta (zauzeo je 28. mesto). Prizvuci ambijenta ranih 1970-ih album Beach Boysa, kao što su Surf's Up (SFA spominju kao jedan od njihovih omiljenih albuma svih vremena), dok je težak odabir u nizu pesama od Scott Walkera i Curtis Mayfield. Album ima cool komercijalno viđenje (nalazio se na 19. mestu) predloženo im je da se vrate njihovom poznatom statusu-priznatih kult favorita. Love Kraft je bio i zadnji album objavljen u Epic Records, kao i njihovi saradnja koja je završena početkom 2006.

### 2006-2008: Rough Trade i Hey Venus!
Cian projekat Acid Casuals, izdaje svoj debi album "Omni" u januaru 2006 u izdanju Placid Casual. Bubnjar Daf formira bend poznat kao The Peth koji je opisan od strane Gruff u raznim novinskim člancima kao "Satanic Abba": bendu SFA se vraća Rhys Ifans i on preuzima vodeće vokale. Bend je postavio dve pesme na njihovoj MySpace stranici, a njihov zvuk vrlo podseća na albume Radiator i Guerrilla.
Bend je potpisao ugovor sa Rough Trade Records tokom 2006 i navodno se radi na tri projekta za izdavača. Gruff Rhys je takođe potpisao za Rough Trade Records kao samostalni umetnik i pušta singl 7 "vinyl i preuzima ga pod nazivom" Candylion " krajem 2006. To je prethodilo albumu istog naziva koja je objavljen u drugoj nedelji 2007. za razliku od svog debija Yr Atal Genhedlaeth, Candylion prvenstveno je pevao na engleskom jeziku, ali ima dve velške pesme i jednu na "lošem španskom": to je pre svega akustični album, i Rhys se odlučio za ovakav potez jer je napisao nekoliko akustičnih pop pesama koje se nisu uklapale sa smerom SFA na novom albumu.
Sezona snimanja je bila na jugu Francuske 2007. za prvo izdanje benda za Rough Trade, Hey Venus!, Koji je objavljen 27. Avgusta iste godine. Gruff je opisao album kao " speaker blowing " . Prvi singl sa albuma, "Show Your Hand", nije uspeo ući u top 40, prvi put od 1996 "Hometown Unicorn", uprkos skromnom prisustvu u medijima. Album je prošao puno bolje, izlaze na 11. mesto i to je predstavljalo blagi napredak od prodaje Love Kraft. Album je postao njihov prvi u iTunes Music Store top 10 albuma, našao se na 9. Tokom 2007. Božićnom period Super Furry Animals pušta singl, "The Gift That Keeps Giving ", bez svoje web stranice.

### 2009-present: Dark Days/Light Years
Super Furry Animals 16. Marta. 2009. Izdaje svoj deveti studijski album, "Dark Days /Light Years, putem svoje web stranice.  Napredak ovog albuma je u nizu kratkih filmova koji su prikazani na web stranici benda u izradi -do puštanja. Kasnije u martu, oni izvode album u celini na njihovom websajtu.  Fizički album je pušten za Rough Trade Records posle 21.aprila, što je rezultovalo da se nađu na 23. mestu engleskih top listi. Na albumu Dark Days / Light Years je posebno istaknuto gostovanje Nick McCarthy iz Franz Ferdinand u pesmi "Inaugral Trams:" ,može se takođe istaći mnogo hvaljen title track, "Very Best of Neil Diamond." Dark Days / Light Years dobija snažne kritičke komentare od strane The Guardian koji piše da je "ona ima više iskra i novih ideja od većine teen bendova koji upravlaju sa svojim debijima."

## Diskografija
- Fuzzy Logic (1996)
- Radiator (1997)
- Guerrilla (1999)
- Mwng (2000)
- Rings Around the World (2001)
- Phantom Power (2003)
- Love Kraft (2005)
- Hey Venus! (2007)
- Dark Days/Light Years (2009)

## Spoljašnje veze
- Superfurry.com - Official site
- Super Furry Animals site from the BBC
- Superfurry.org - Fan site and community
- Oneeyedbear - Fan news site
- Super Furry Animals biography from BBC Wales
- SFA List - Fan site and community Архивирано на веб-сајту  (25. мај 2011)
- Dark Days/Light Years Review